# Bengt Lilliehöök
Bengt Christoffersson Lilliehöök, född 1612, död 23 februari 1665, var en svensk militär och ämbetsman. Han var landshövding i Halland 1658-1665. Han var känd för att vara hårdför och lyckades bekämpa snapphanarna i Halland. Under sin tid som landshövding hade han problem med hälsan på grund av krigsskador.
Bengt Lilliehöök ägde Grimstorp i Sandhems socken (Skaraborg), Hof i likan. socken (Älvsborg) samt Bjerme i Vessige socken och Hjuleberg i Abilds socken (båda i Hallands län). Han blev fänrik vid 17 års ålder och gav sig 1630 ut i 30-åriga kriget. 
Lilliehöök var kaptenlöjtnant vid Peder Ribbings västgötaregemente (Skaraborgs) 1637-1639, kapten 1642, kommendant på Laholms slott 1644, major vid överste Måns Isaksson Silverhielms regemente 22/2-1645, var major vid Christoffer Ekeblads regemente (Älvsborg) 1647, överstelöjtnant vid Nils Kaggs (Västgötadals) regemente 1649-1653, kommendant i Halmstad 1/5-1654-1655, överste för Älvsborgs regemente maj 1655, avsked därifrån 8/10-1656, kommendant i Halmstad 1657. Efter deltagande i Karl X Gustavs polska krig blev han kommendant först i Göteborg, i Vänersborg och på Bohus fästning 20/3-1658.
Bengt Lilliehöök var Hallands första landshövding 1658-1665, en utnämning han erhöll 8 april 1658, efter att ha tackat nej till en position som landshövding i Trondheims län. Han har såsom huvudman för ätten år 1649 bland adeln underskrivit ständernas beslut. Han köpte 1662 Hjuleberg, som sedan under flera generationer var släktens huvudgård.
Han ligger begravd jämte sin fru, Anna Ekeblad (1628-1685), i egen byggd familjegrav i Abilds kyrka, på vars mur står hans och hans frus i sten uthuggna sköldemärke. 